# Venter Ache

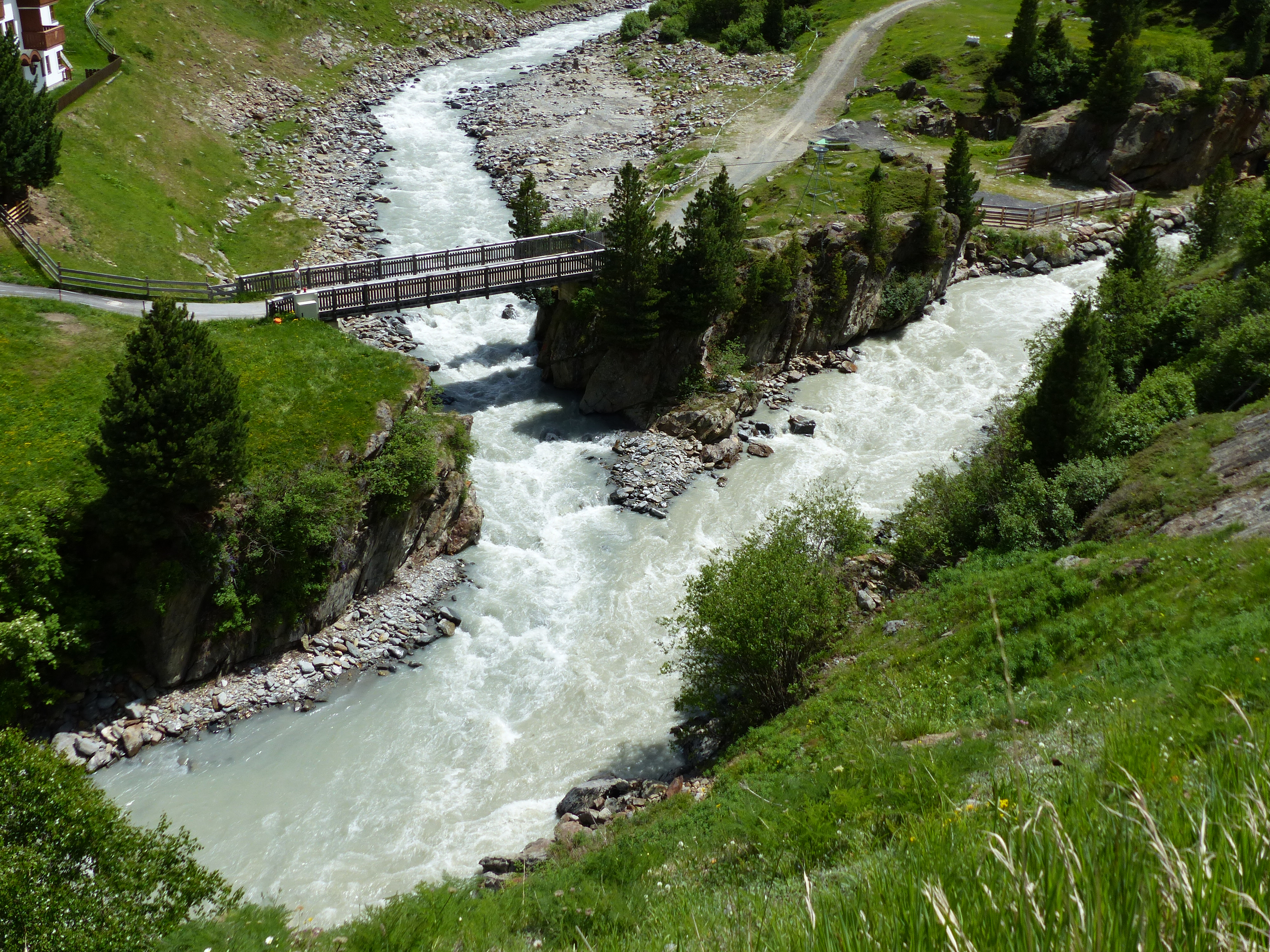
Zusammenfluss von Niedertalbach und Rofenache zur Venter Ache

Die Venter Ache ist einer der Quellflüsse der Ötztaler Ache in den Ötztaler Alpen in Tirol. Oft wird sie zusammen mit der Rofenache als Oberlauf der Ötztaler Ache angesehen.

## Verlauf
Die Venter Ache entsteht aus dem Zusammenfluss von Rofenache und Niedertalbach bei Vent. Die beiden Quellbäche entspringen im Kernbereich der Ötztaler Alpen und werden von zahlreichen Gletschern, darunter als größten Schalfferner, Vernagtferner und Hintereisferner, gespeist. Die Venter Ache fließt in nordöstlicher Richtung durch das Venter Tal, wo sie sich tief in den Talboden eingeschnitten hat. Bei Zwieselstein vereinigt sie sich mit der Gurgler Ache zur Ötztaler Ache. 
Ihre Länge beträgt 13,7 km, zusammen mit der Rofenache 24,5 km.

## Einzugsgebiet und Wasserführung
Das Einzugsgebiet der Venter Ache beträgt 230,9 km², davon sind rund 60 km² (26 %) vergletschert. Der höchste Punkt im Einzugsgebiet ist die Wildspitze mit 3768 m ü. A.
Die Venter Ache weist ein sehr starkes glaziales Abflussregime mit dem Abflussmaximum im Juli auf. Der mittlere Abfluss am Pegel Vent beträgt 6,43 m³/s (Reihe 1951–1990), was einer Abflussspende von 39 l/(s·km²) entspricht. 87 % des Jahresabflusses werden in den Monaten Mai bis September gemessen.
Durch starken Regen erreichte die Venter Ache am Pegel Altes Feuerwehrhaus am 5. August 2016 fast die Marke HQ30 des 30-jährigen Hochwassers.

## Nutzung
Die Venter Ache gilt als einer der wertvollsten Wildflüsse Tirols. Das Wildwasser ist bei Paddlern und Raftern beliebt. Der Schwierigkeitsgrad reicht von IV - V. Die TIWAG plant, den Fluss für den Ausbau des Gepatschspeichers aufzustauen und das Wasser abzuleiten.